# Ponepati Loganimasi
Ponepati Loganimasi (26 de março de 1998) é um jogador de rugby fijiano, que joga na posição de back.

## Carreira
Da ilha de Ono-i-Lau, ele jogou pelo Savusavu antes de ingressar no Uluinakau em 2021. Ele foi convocado para a seleção nacional de rugby sevens de Fiji em fevereiro de 2023. Ele é um jogador versátil, capaz de jogar na frente ou na defesa no rúgbi sevens. Naquele mês, ele teve uma introdução de try scoring ao time de Fiji no torneio SVNS em Los Angeles.
Ele continuou a jogar pela seleção nacional de sevens de Fiji durante a campanha SVNS de 2023–24. Ele foi selecionado para as Olimpíadas de Paris de 2024 em julho daquele ano.